# 南美長臀脂鯉
南美長臀脂鯉，為輻鰭魚綱脂鯉目脂鯉亞目脂鯉科的其中一個種，分布於南美洲巴西巴伊亞淡水流域，體長可達3公分，棲息在底中層水域，生活習性不明。